# ليندا وينزل
ليندا وينزل (بالألمانية: Linda Wenzel)‏ فتاة ألمانية الجنسية، عرفت بأسم قناصة داعش، أو حسناء داعش، أو الفتاة الشقراء، والتي عثر عليها في مدينة الموصل بعد تحريرها من داعش، ووقعت أسيرة في يد القوات العراقية، بعدما تزوجت من مقاتل شيشاني قتل لاحقاً في معركة الموصل.

## الحياة الشخصية
وُلدت ليندا وينزل لعائلة مسيحية، ونشأت في بلدة بولسنيتز الألمانية الصغيرة بالقرب من دريسدن، ثم انتقلت ليندا وينزل إلى بولسنيتز بعد طلاق والدتها من والدها، ثم التحقت بمدرسة ارنست ريتشيل المحلية، وكانت مهتمة خصوصًا بالرياضيات والكيمياء والفيزياء.
بعد انتقالها للعراق تزوجت من مقاتل شيشاني توفي لاحقا في القتال، بعدما انجبت منه طفل رضيع.

## التحول للإسلام
في بداية عام 2016 لاحظ زملاء ليندا وينزل تغييرًا في سلوكها، عندما بدأت ليندا وينزل في الاستماع إلى الموسيقى العربية والأناشيد الأسلامية وقامت بصورة مفاجئة تعلم اللغة العربية وأخذت تجلب القرآن معها إلى المدرسة وبدأت بأرتداء الملابس المحتشمة، وطلبت من مدير مدرستها الحصول على إذن لارتداء الحجاب في المدرسة، ثم في ربيع عام 2016 أخبرت ليندا وينزل والديها باهتمامها المتزايد بالإسلام، لكنها لم تكشف عن أنها قد أصبحت مسلمة، ثم خلال شهر رمضان أخبرت عائلتها أنها كانت تتبع نظاماً غذائياً خلال الصوم، ولم تجد معارضة من والديها، حتى اشترو لها نسخة من القرآن.
وفقا لإعترافات ليندا وينزل، فقد تم إعدادها للانضمام لداعش عبر الإنترنت عن طريق شابة أردنية تدعى فاطمة، أقنعتها بالاعتراف بالإسلام وقدمت لها زوجها المستقبلي، وهو مقاتل شيشاني يدعى أبو أسامة الشيشاني، الذي تزوجته بعد ذلك عبر محادثة هاتفية.
في يوم الجمعة 1 يوليو 2016، أخبرت والدتها بأنها ستعود يوم الأحد التالي في تمام الساعة الرابعة من صباح اليوم بحجة قضاء عطلة نهاية الأسبوع في منزل أحد الأصدقاء، وبعد اختفائها عُثِر في غرفتها على إيصالات تذكرتين من دريسدن إلى فرانكفورت ومن فرانكفورت إلى إسطنبول وتم شراؤها بإذن مزيف من حساب والدتها وجواز سفر أمها.

## إنضمامها لداعش
عندما وصلت إلى سوريا، تزوجت من أبو أسامة الشيشاني وهو مقاتل في داعش، وبعد ذلك سافرت من سوريا ثم إلى الموصل في العراق، على ما يبدو قبل بدء معركة الموصل في أكتوبر 2016 ، للقتال مع زوجها الذي قتل في بداية معركة الموصل، ثم تكهن البعض أنها ربما قد تكون قد خدمت كقناصة في معركة الموصل، وزُعم أنها اعترفت بأنها قتلت جنودًا عراقيين، أثناء حصار الجانب الأيمن في الموصل أصيبت برصاصة في فخذها الأيسر، وجرح إضافي في ركبتها اليمنى من هجوم بطائرة هليكوبتر.
ويعتقد أيضاً أن ليندا وينزل كان عضواً في لواء الخنساء النسائي في داعش، المسؤول عن تطبيق قانون الأخلاق الإسلامية في داعش.
في 18 يوليو 2017، تم إلقاء القبض عليها في الموصل من قبل القوات العراقية إلى جانب أربع نساء ألمانيات أخريات، حيث كان معها طفل رضيع يعاني من سوء التغذية، يفترض أنه ابنها، ونظرًا لضعفها في إجادة اللغة العربية، كانت القوات العراقية في بداية الأمر قد أخطأت من أنها من إحدى النساء اليزيديات الأسيرات لدى داعش، ثم نشر فيديو يظهر القبض عليها، حيث كانت تُرى وهي تصرخ وتبكي أثناء جرها على يد القوات العراقية بعد أسبوعين من أسرها، حتى تمكنت في 15 ديسمبر 2017 من الاجتماع مرة أخرى مع عائلتها بعد زيارتهم لها في المعتقل.

## الأسر في العراق
وجهت السلطات العراقية اتهاماً رسمياً إلى ليندا وينزل وثلاث نساء ألمانيات أخريات بالانضمام إلى داعش، ثم في وقت لاحق حاول دبلوماسيون ألمان تجنب حكم الإعدام وتخفيف الحكم على ليندا وينزل، حيث نفت ليندا وينزل الاتهامات الموجهة لها بالقول إنها كانت خادمة، وبحسب ليندا وينزل، رفضت داعش عودتها إلى ألمانيا بعد مقتل زوجها، وقدمت لها إعانة أرملة تبلغ 200 دولار.
ثم ذكرت وسائل الإعلام لاحقاً في 18 فبراير 2018 أنه حُكم عليها بالسجن لمدة 6 سنوات، بما في ذلك خمس سنوات لكونها عضوًا في داعش وسنة لدخولها إلى العراق. بشكل غير قانوني.

## وصلات خارجية
- تفاصيل جديدة عن الألمانية.. قناصة داعشية زوجها شيشاني
- بالصور.. «حسناء داعش» الألمانية تواجه حكم الإعدام في العراق
- قناصة داعش